# Іксель Османовський
Іксель Османовський (швед. Yksel Osmanovski, нар. 24 лютого 1977, Мальме) — шведський футболіст, що грав на позиції нападника.
Насамперед відомий виступами за «Мальме» та національну збірну Швеції.

## Клубна кар'єра
Народився 24 лютого 1977 року в місті Мальме в родині етнічних турків, що емігрували до Швеції з території СФРЮ. Вихованець юнацьких команд футбольних клубів «Мальме Анадолу», «ІФК Мальме» та «Мальме».
У дорослому футболі дебютував 1995 року виступами за команду клубу «Мальме», в якій провів три сезони, взявши участь у 55 матчах чемпіонату. 
Своєю грою за цю команду привернув увагу представників тренерського штабу італійського «Барі», до складу якого приєднався 1998 року. Відіграв за команду з Барі наступні три сезони своєї ігрової кар'єри. Більшість часу, проведеного у складі «Барі», був основним гравцем атакувальної ланки команди.
2001 року уклав контракт з «Торіно», в основному складі якого гравцеві закріпитися не вдалося і частину 2002 року він провів в оренді у французькому «Бордо». Повернувшись з оренди, ще два сезони захищав кольори «Торіно», виходячи на поле в матчах туринського клубу досить нерегулярно. 
2004 року повернувся на батьківщину, до свого рідного «Мальме», за який відіграв 3 сезони. У складі «Мальме» знову став гравцем основного складу команди. Завершив професійну кар'єру футболіста у 2007 році.

## Виступи за збірну
1998 року дебютував в офіційних матчах у складі національної збірної Швеції. Протягом кар'єри у національній команді, яка тривала 9 років, провів у формі головної команди країни лише 15 матчів, забивши 2 голи.
У складі збірної був учасником чемпіонату Європи 2000 року у Бельгії та Нідерландах.

## Титули і досягнення
- Володар Кубка французької ліги (1):

«Бордо»:  2001-02
- Чемпіон Швеції (1):

«Мальме»:  2004